# دبابير الوقواق
شَخَادِب أوالدبابير الياقوتية أو الدبابير الذهبية وتُسمى كذلك دبابير الوقواق أو عائلة كرسيديدي أو الزنابير الوقوقة أو عائلة زنابير الواق واق أو الزنابير الذهبية أو زنابير الياقوت (الإسم العلمي:Chrysididae)، هي فصيلة من الحشرات تتبع رتبة غشائيات الأجنحة، تضم هذه العائلة الكبيرة جدا أكثر من 3000 نوع موصوف من الدبابير الطفيلية أو الطفيلية السارقة. تكون أكثر تنوعا في المناطق الصحراوية من العالم حيث أنها مرتبطة ارتباطا وثيقا بالنحل الانفرادي والدبابير التي تكون متنوعة جدا في مثل تلك المناطق.

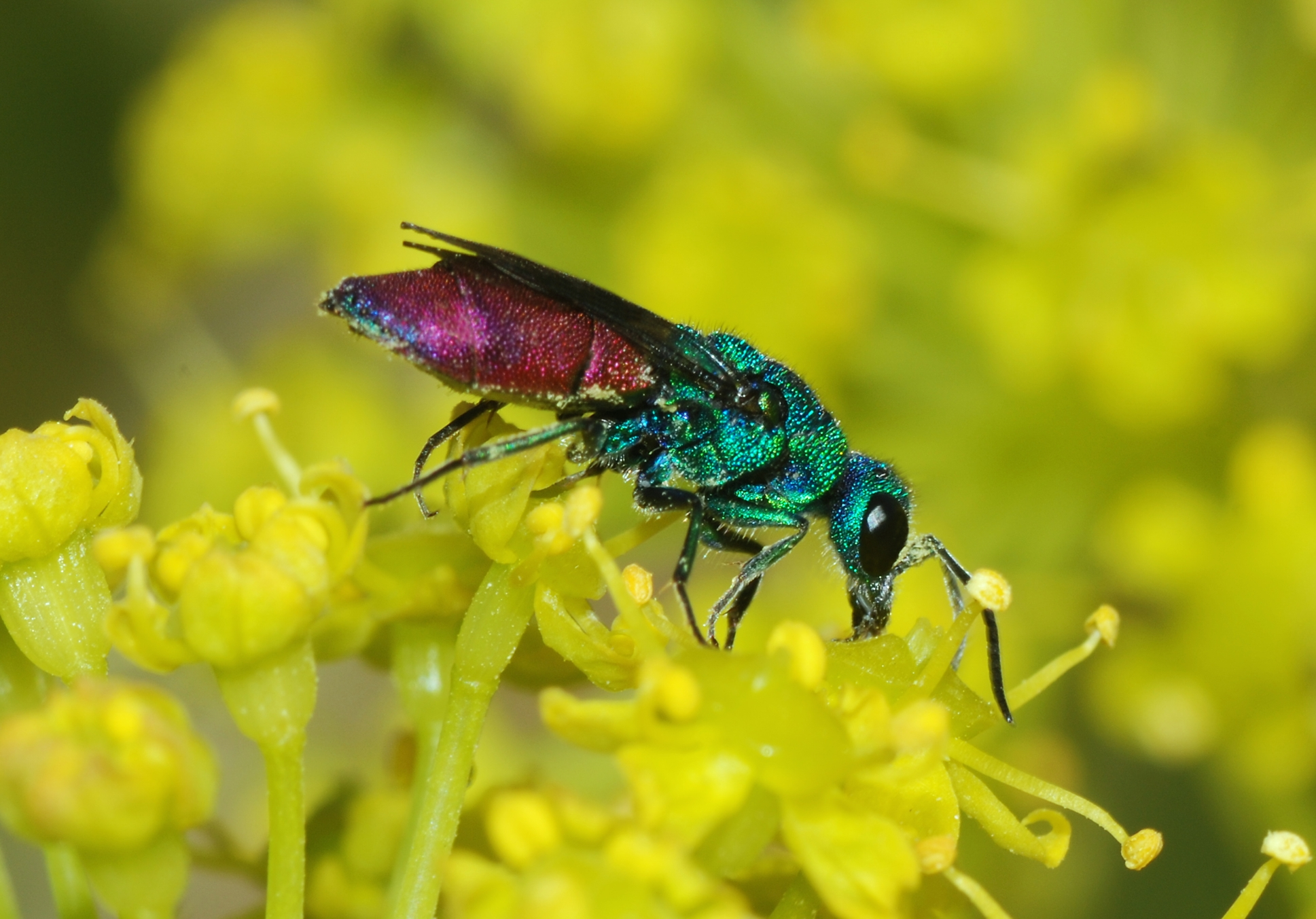
الاسم العلمي:Chrysura refulgens

## التسمية
مصطلح زنبار وقواق يرمز إلى أن طريقتها مثل طائر الوقواق حيث أنها تضع بيضها في أعشاش عوائل مضيفة لا علاقة لها بها.
الاسم العلمي للعائلة "Chrysididae" والذي يشير الي أجسامهم اللامعة مشتق من الكلمة اليوناينة chrysis والتي تعني وعاء ذهبي، فستان ذهبي مطرز بالإضافة اللي اللاحقة idae .
الأسماء الشائعة لمعظمهم تشير الي اشكالهم الخارجية مثل : الدبور الجوهرة، الدبور الذهبي، الدبور الزمردي، الدبور الياقوتي وغيرهم .

## البيئة والسلوك
تعتبر هذه العائلة «طفيليات سارقة» لانها تضع بيضها في أعشاش العوائل المضيفة حيث تتغذى اليرقات على بيض أو يرقات العائل المضيف وهي مازالت صفيرة ثم تتغذى على الطعام الذي يوفره العائل لصغاره .
Chrysidines تتميز عن باقي أعضاء الفصيلة بأنها تمتلك بطن سفلى مسطحة أو مقعرة تمكنها من اللالتواء على شكل كره حين تهاجمها العوائل.
Chrysidids دائما ما تكون دبابير انفرادية وتجدها محلقة في أدفى وأجف أشهر الصيف مفضلة مناخات منطقة البحر الأبيض المتوسط والشبه استوائية .
تفضل هذه الحشرات المناطق الجافة والتربة الرملية حيث ترتاح الأطوار البالغة أو تجد عائل تتطفل عليه .